# La Miliana

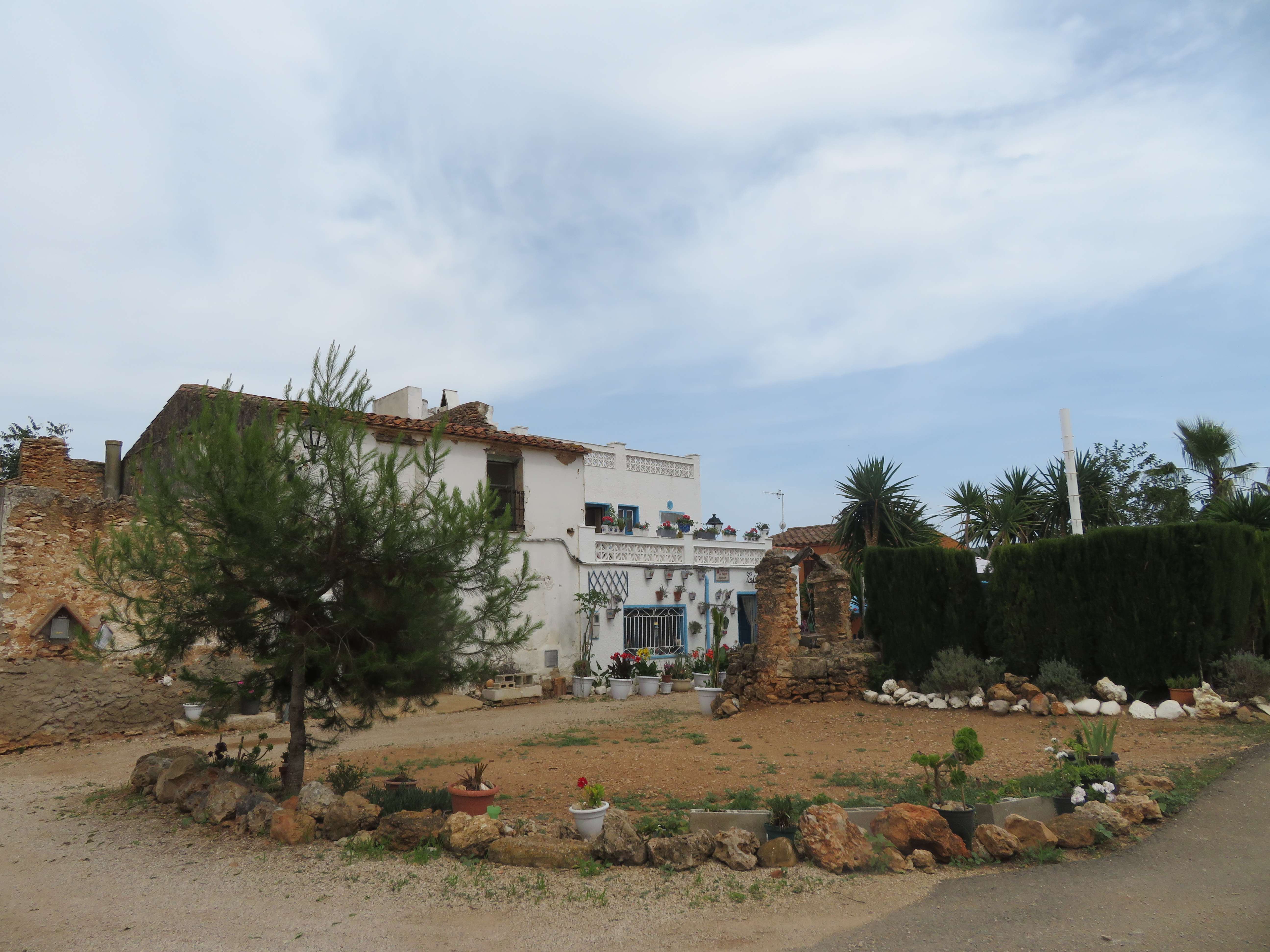
La Miliana (Ulldecona, Tarragona).

La Miliana es una población del municipio de Ulldecona, en el sur de Cataluña en la comarca del Montsià. Es el núcleo más pequeño de los "barrios" de Ulldecona. El pueblo se encuentra en el noroeste de Ulldecona, en medio de la llanura limitada por los Puertos de Beceite y la Sierra de Godall. El núcleo está rodeado de campos de cultivo y hay un barranco que limita el extremo sur - este. La Mililiana se encuentra a 8,6 kilómetros por carretera de Ulldecona, 5,38 en línea recta.

## Historia
Antiguamente el pueblo se llamaba "la Millana", nombre que se originó en una mujer, el marido de la cual llevaba el apellido de "Millan".
El camino Real de Tortosa a Traiguera pasa junto al pueblo y antes muchos viajeros se paraban para pasar la noche. La población a principios del siglo XX rondaba los 160 habitantes y había una escuela. También había una fonda para los viajeros.
Muchos de los censados como habitantes (había 168 habitantes en 1910 y 29 en 1960, que se habían reducido a 12 en el censo de 1970) solo viven ocasionalmente en La Miliana y más de la mitad de las casas se encuentran en estado de ruina. 
Comparativamente, es el núcleo de población del municipio de Ulldecona que más población ha perdido en los últimos años, teniendo en 2016 solo 28 habitantes.